# 石川プール前駅
石川プール前駅（いしかわプールまええき）は、青森県弘前市大字小金崎字村元にある弘南鉄道大鰐線の駅。駅番号はKW 11。

## 歴史

### 年表
- 2002年（平成14年）10月1日：開業。

### 駅名の由来
弘前市立温水プール石川の最寄り駅であるため。同施設は当駅開業後の2002年（平成14年）11月2日に開業した。

## 駅構造

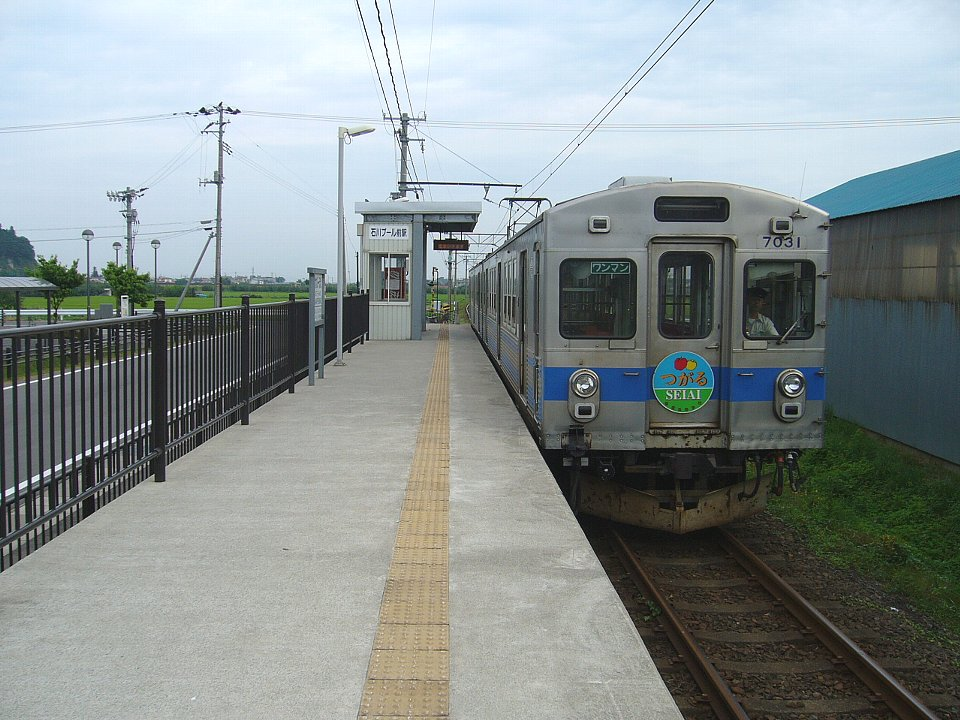
ホーム

単式ホーム1面1線を有する地上駅。無人駅。

## 利用状況
| 1日乗降人員推移 | 1日乗降人員推移 |
| 年度            | 1日平均人数     |
| --------------- | --------------- |
| 2011年          | 27              |
| 2012年          | 29              |
| 2013年          | 34              |
| 2014年          | 38              |
| 2015年          | 41              |
| 2016年          | 41              |
| 2017年          | 44              |

## 駅周辺
- 弘前市立温水プール石川
- 南部清掃工場
- 小金崎研修センター
- 東北自動車道大鰐弘前インターチェンジ
- 国道7号
- 弘南バス小金崎バス停（弘前 - 大鰐・碇ヶ関線）

## その他
- 当駅から大鰐線を利用する場合に限り、パーク&ライドで、温水プール石川の駐車場を利用できる。ただし、台数に限りがあるほか、駐車場利用は温水プール石川の営業時間内のみとなる。

## 隣の駅
弘南鉄道
■大鰐線
鯖石駅（KW 12） - 石川プール前駅（KW 11） - 石川駅（KW 10）